# HU-20
La HU-20 ó Autovía urbana "Variante Sur de Huesca" es una autovía urbana de 20,6 km de longitud en entorno urbano y dependiente del Ministerio de Transportes, Movilidad y Agenda Urbana, que une Enlace de Valdabra ( A-23 ) con el Enlace de Siétamo ( A-22 ).
Se construirán con 2 enlaces, uno a la carretera  A-1213  y otro al Aeropuerto de Huesca-Pirineos. Esta proyectada como autovía urbana con la velocidad de proyecto a 100 km/h. Permitirá desplazar de las dos autovías  A-23  y  A-22  desde el Suroeste hasta el Sureste de Huesca.
Según la ley de Carreteras de 2015, estaba catalogada el trayecto entre las dos carreteras nacionales  N-330  y  N-240 , lo cual que es el primer estudio informativo hasta una modificación de proyecto (con la aprobación de la declaración de impacto ambiental) que cambiaron el trayecto entre las dos autovías  A-23  y  A-22 .

## Tramos
| Denominación | Tramo                                            | Estado (2025)                                                                                      | Longitud (km) |
| ------------ | ------------------------------------------------ | -------------------------------------------------------------------------------------------------- | ------------- |
|              | A-23 Enlace de Valdabra - A-22 Enlace de Siétamo | En redacción de proyecto (pendiente someter a información pública) (pendiente licitación de obras) | 20,6          |